# إرنست جورج جيبسون
إرنست جورج جيبسون (بالإنجليزية: Ernest W. Gibson, Jr.) (و. 1901 – 1969 م) هو سياسي، ومحام، وقاض من الولايات المتحدة الأمريكية ولد في براتلبورو.
تولى منصب عضو مجلس الشيوخ الأمريكي .وهو عضو في الحزب الجمهوري .

## التعليم
تعلم في جامعة جورج واشنطن، وجامعة نورويتش.

## جوائز
حصل على جوائز منها وسام "العمل الشجاع في الحرب الوطنية العظمى 1941-1945، وستار سيلفر، ووسام الاستحقاق.